# Almiro Stüdeli
Almiro Stüdeli  (* 21. August 2002) ist ein Schweizer Unihockeyspieler, der seit der Saison 2024/25 für den HC Rychenberg Winterthur spielt.

## Karriere

### Verein
Almiro Stüdeli spielte im Nachwuchs des HC Rychenberg Winterthur bis in die U21-Auswahl. Im Sommer 2023 wechselte er nach Schweden zum KAIS Mora IF. In seiner einzigen Saison in Skandinavien gelangen ihm insgesamt 17 Scorerpunkte. Im Sommer 2024 kehrte Stüdeli in die Schweiz zu seinem Jugendverein zurück. Beim HC Rychenberg wurde der Stürmer Teil des Lidl-Unihockey-Prime-League-Kaders der Winterthurer. Stüdeli wurde Teil der 3. Linie des HC Rychenbergs. Am 18. Januar 2025 erzielte er sein erstes Tor in der obersten Schweizer Unihockey-Division in einem Spiel gegen Floorball Thurgau. In seiner ersten Saison als Kadermitglied der ersten Mannschaft gewann Stüdeli den Schweizer Cup. Beim ersten Winterthurer Titelgewinn seit 1996 stand Stüdeli im Final als Teil der dritten Linie auf dem Feld.

### Spielweise
Stüdeli ist vielseitig einsetzbar. Er kann sowohl als Verteidiger als auch als Stürmer auflaufen. Meistens spielt er jedoch auf der Position des Centers.

## Erfolge

### HC Rychenberg Winterthur
- Schweizer Cupsieger: 2025